# Deriacrus marginatus
Deriacrus marginatus is een hooiwagen uit de familie Cranaidae.